# 维勒隆格德拉萨朗克
维勒隆格-德拉萨朗克（法語：Villelongue-de-la-Salanque，法語發音：[vil.lɔ̃ɡ də la salɑ̃k] ⓘ，意为“萨朗克的维勒隆格”）是法国东比利牛斯省的一个市镇，位于该省东部，属于佩皮尼昂区。

## 地理
维勒隆格-德拉萨朗克（42°43'40"N, 2°59'4"E）面积7.21 平方千米，位于法国奧克西塔尼大區东比利牛斯省，该省份为法国大陆部分最南部的省份，涵盖了北加泰罗尼亚，北起奥德省，西接阿列日省和安道尔，南与西班牙接壤，东临地中海。
与维勒隆格-德拉萨朗克接壤的市镇（或旧市镇、城区）包括：托雷耶、圣玛丽拉梅尔、鲁西永地区卡内、佩皮尼昂、邦帕斯、克莱拉。
维勒隆格-德拉萨朗克的时区为UTC+01:00、UTC+02:00（夏令时）。

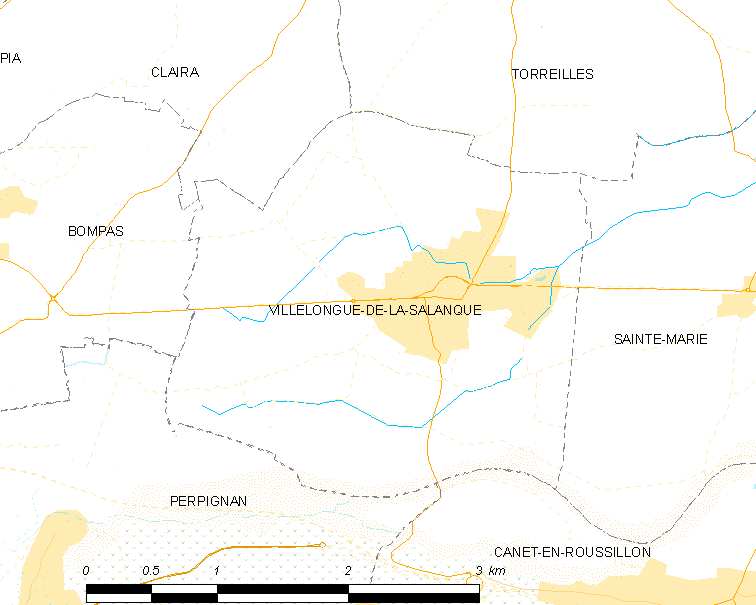
维勒隆格-德拉萨朗克的OSM定位图

## 行政
维勒隆格-德拉萨朗克的邮政编码为66410，INSEE市镇编码为66224。

## 政治
维勒隆格-德拉萨朗克所属的省级选区为佩皮尼昂第二县。

## 人口

1962-2008年间维勒隆格-德拉萨朗克人口变化图示

维勒隆格-德拉萨朗克于2022年1月1日时的人口数量为3318人。